# Arro (Corse-du-Sud)
Pour les articles homonymes, voir Arro.
Arro est une commune française située dans la circonscription départementale de la Corse-du-Sud et le territoire de la collectivité de Corse. Elle appartient à l'ancienne piève de Cinarca.

## Géographie
Arro est un petit village français, situé dans le département de la Corse-du-Sud et la région de Corse.
La commune s'étend sur 8,8 km² et comptait 74 habitants au dernier recensement de la population. La densité de population est de 6,0 habitants par km² sur la commune.
Entouré par les communes de Sari-d'Orcino, Ambiegna et Arbori, Arro est situé à 20 km au nord-est d'Ajaccio la plus grande ville à proximité. La commune est proche du parc naturel régional de Corse à environ 9 km. Aucun cours d'eau ne traverse le village, situé à 448 mètres d'altitude.

## Urbanisme

### Typologie
Au 1er janvier 2024, Arro est catégorisée commune rurale à habitat dispersé, selon la nouvelle grille communale de densité à sept niveaux définie par l'Insee en 2022.
Elle est située hors unité urbaine. Par ailleurs la commune fait partie de l'aire d'attraction d'Ajaccio, dont elle est une commune de la couronne,. Cette aire, qui regroupe 79 communes, est catégorisée dans les aires de 50 000 à moins de 200 000 habitants,.

## Toponymie
Arro, désignant un précipice ou encore le bassin d'une rivière.

## Politique et administration
| Période                                  | Période  | Identité           | Étiquette | Qualité         |
| ---------------------------------------- | -------- | ------------------ | --------- | --------------- |
| 2001                                     | En cours | Christian Angelini | DVD       | Agent technique |
| Les données manquantes sont à compléter. |          |                    |           |                 |

## Démographie
L'évolution du nombre d'habitants est connue à travers les recensements de la population effectués dans la commune depuis 1800. Pour les communes de moins de 10 000 habitants, une enquête de recensement portant sur toute la population est réalisée tous les cinq ans, les populations de référence des années intermédiaires étant quant à elles estimées par interpolation ou extrapolation. Pour la commune, le premier recensement exhaustif entrant dans le cadre du nouveau dispositif a été réalisé en 2008.

En 2022, la commune comptait 80 habitants, en évolution de −6,98 % par rapport à 2016 (Corse-du-Sud : +7,61 %, France hors Mayotte : +2,11 %).
| 1800 | 1806 | 1821 | 1831 | 1836 | 1841 | 1846 | 1851 | 1856 |
| ---- | ---- | ---- | ---- | ---- | ---- | ---- | ---- | ---- |
| 127  | 137  | 136  | 160  | 160  | 165  | 197  | 141  | 212  |

| 1861 | 1866 | 1872 | 1876 | 1881 | 1886 | 1891 | 1896 | 1901 |
| ---- | ---- | ---- | ---- | ---- | ---- | ---- | ---- | ---- |
| 247  | 258  | 243  | 256  | 290  | 239  | 297  | 296  | 276  |

| 1906 | 1911 | 1921 | 1926 | 1931 | 1936 | 1946 | 1954 | 1962 |
| ---- | ---- | ---- | ---- | ---- | ---- | ---- | ---- | ---- |
| 215  | 222  | 151  | 161  | 155  | 145  | 136  | 118  | 99   |

| 1968 | 1975 | 1982 | 1990 | 1999 | 2006 | 2008 | 2013 | 2018 |
| ---- | ---- | ---- | ---- | ---- | ---- | ---- | ---- | ---- |
| 95   | 86   | 70   | 41   | 51   | 70   | 75   | 88   | 80   |

| 2022 | - | - | - | - | - | - | - | - |
| ---- | - | - | - | - | - | - | - | - |
| 80   | - | - | - | - | - | - | - | - |

## Lieux et monuments
- Église Saint-Nicolas d'Arro. Elle est inscrite à l'Inventaire général du patrimoine culturel[9].